# マラガ映画祭
マラガ・スペイン映画祭（スペイン語: Festival de Málaga Cine en Español, スペイン語: FMCE）、通称マラガ映画祭（スペイン語: Festival de Málaga）は、スペイン・マラガで毎年開催される映画祭。

## 特色
ドキュメンタリー作品や短編作品を含む、前年に公開された多数のスペイン映画が上映される。作品賞や功労賞などの賞が設けられており、作品賞には「金のビスナガ」トロフィーが与えられる。個人に与えられる特別賞にはマラガ賞（俳優）、リカルド・フランコ賞（技術部門の功労者）、エロイ・デ・ラ・イグレシア賞（監督など）、レトロスペクティブ賞（監督や脚本家）などがある。第1回映画祭は1998年3月9日から17日に開催された。特別招待客はフェルナンド・フェルナン・ゴメスであり、モンチョ・アルメンダリスにレトロスペクティブ賞が贈られた。2008年からは4月に開催されている。

## 受賞者

### マラガ賞
- 2016 - パス・ベガ
- 2015 - アントニオ・デ・ラ・トーレ
- 2014 - マリベル・ベルドゥ
- 2013 - ホセ・コロナド
- 2012 - エレナ・アナヤ
- 2011 - ルイス・トサール
- 2010 - ロサ・マリア・サルダ（英語版）
- 2009 - フアン・ディエゴ（英語版）
- 2008 - コンチャ・ベラスコ（英語版）
- 2007 - カルメン・マウラ
- 2006 - アナ・ベレン（英語版）
- 2005 - ベロニカ・フォルケ（英語版）
- 2004 - ジェラルディン・チャップリン
- 2003 - イマノル・アリアス
- 2002 - アンヘラ・モリーナ

### レトロスペクティブ賞
- 2015 - イサベル・コイシェ
- 2013 - アレックス・デ・ラ・イグレシア
- 2012 - ハイメ・チャバリ
- 2011 - ホセ・ルイス・ボラウ
- 2010 - フリオ・メデム
- 2009 - エンリケ・セレソ
- 2008 - マリオ・カムス
- 2007 - ビガス・ルナ
- 2006 - フェルナンド・コロモ
- 2005 - カルロス・サウラ
- 2004 - フェルナンド・トルエバ
- 2003 - マヌエル・グティエレス・アラゴン
- 2002 - ホセ・ルイス・クエルダ
- 2001 - アンドレス・ビセンテ・ゴメス
- 2000 - エリアス・ケレヘタ
- 1999 - アントニオ・イサシ＝イサスメンディ
- 1998 - モンチョ・アルメンダリス

### エロイ・エ・ラ・イグレシア賞
- 2015 - パコ・レオン
- 2013 - マヌエル・マルティン・クエンカ
- 2012 - セスク・ゲイ
- 2011 - イサキ・ラクエスタ
- 2010 - ゴンサーロ・ロペス＝ガイェゴ